# Neophocaena phocaenoides
La marsopa sin aleta o marsopa negra (Neophocaena phocaenoides) es una especie de cetáceo odontoceto de la familia Phocoenidae, una de seis especies de marsopa. En las aguas alrededor de Japón, se la conoce como sunameri. Una población que habita en agua dulce, del río Yangtze en China es conocida localmente como cerdo del Yangtze.

## Descripción
Carece de aleta dorsal. Los adultos son color gris claro uniforme, mientras que las crías son negras  hasta los 4 o 6 meses de edad. Los adultos miden  más de un metro y medio de longitud y pesan hasta 30-45 kg. Los machos son sexualmente maduros a partir de los 4 años y medio de edad y las hembras desde los 3 años. Se alimentan de una amplia gama de peces, crustáceos —sobre todo camarones— y cefalópodos.

## Población y distribución
La marsopa sin aleta vive en las aguas costeras de Asia, especialmente en la India, China, Indonesia y Japón. Existe una población dulceacuícola en el río Yangtze.
Habitan aguas poco profundas (hasta los 50 m), cerca de las orillas, con fondos suaves o arenosos. En casos excepcionales han sido avistados hasta 160 km mar adentro frente a las costas chinas y el mar Amarillo, pero siempre en aguas relativamente someras.

## Conservación
No existen suficientes datos para incluirlas en la lista de especies en peligro de extinción de la UICN, excepto en China. Su costumbre de permanecer cerca de las orillas las coloca en gran peligro. Muchas mueren cada año en redes o en líneas de pesca colocados a través de los ríos. Una expedición del año 2006 estimaba que menos de 400 animales sobrevivían en el río Yangtze.[cita requerida]